# Jacopo Dezi
Jacopo Dezi (ur. 10 lutego 1992 w Atri) – włoski piłkarz występujący na pozycji pomocnika we włoskim klubie Venezia. Wychowanek Giulianovy, w trakcie swojej karierze grał także w takich zespołach, jak Napoli, Barletta, Crotone, Bari, Perugia, Parma, Empoli oraz Virtus Entella. Młodzieżowy reprezentant Włoch.